# Karesuvanto
Kaaresuvanto (en sami septentrional: Gárasavvon, en sueco: Karesuando) es una localidad de la municipalidad de Enontekiö de la Laponia finlandesa.
Se encuentra frente a la localidad sueca de Karesuando, divididas ambas por la frontera en el río Muonio. Según la tradición finlandesa, ambas son la misma aldea. El área es tradicionalmente finlandesa, y la frontera se dibujó por razones políticas en 1809, cuando Suecia perdió en la guerra finlandesa contra Rusia.
En el mes de agosto se puede observar la aurora boreal.
Es atravesada por la ruta europea E45 que une Noruega con Italia.